# Liriomyza bartaki
Liriomyza bartaki este o specie de muște din genul Liriomyza, familia Agromyzidae, descrisă de Cerny în anul 2007. Conform Catalogue of Life specia Liriomyza bartaki nu are subspecii cunoscute.